# Trachypteris drakeana
Trachypteris drakeana är en kantbräkenväxtart som beskrevs av Carl Frederik Albert Christensen. Trachypteris drakeana ingår i släktet Trachypteris och familjen Pteridaceae. Inga underarter finns listade.